# کوزو ناکامورا
کوزو ناکامورا (انگلیسی: Kôzô Nakamura؛ زادهٔ ۱ ژانویهٔ ۱۹۰۱) آهنگساز اهل ژاپن است.